# Kusatta Kyōshi no Hōteishiki
Kusatta Kyōshi no Hōteishiki (腐った教師の方程式 lit. La ecuación del profesor podrido?), también conocida como Bad Teacher Equation, es una serie de manga de género yaoi escrita e ilustrada por Kazuma Kodaka. Una adaptación a OVA producida por el estudio Daiei fue lanzado el 24 de noviembre de 1995.

## Argumento
Es un chico mayor en el barrio de su infancia, Arisawa Atsushi es la admisión a la escuela secundaria Jogaoka Chasing está también el primer amor del "Ma-chan". Pero no, donde habían reinado sobre todo de enfermería sin recuerdos en el amistoso en el "Ma-chan", y era un maestro del mal patrón del mismo nombre.

## Personajes
- Arisawa Atsushi (Atsushi Arisawa)

Voz por: Nobuyuki Hiyama
Estudiante de secundaria Jogaoka. Pero Masami (Masami), el primer amor se sentirá atraído por Masami gradualmente. Poder Engaño y presionado vigorosamente y seguido atacando Takeshi Después se enamoró de Masami, lo que lleva a las citas, finalmente, a no darse por vencido, no importa vertido muchas veces. Tall sigue creciendo a buen ritmo, la altura de Masami o más en las medidas del cuerpo de tercer grado. Después de la secundaria, yo estoy con el objetivo de pasar a facultad de educación.
Arisawa Atsushi se matriculó en la Escuela Secundaria Jogaoka creer su primer amor, Shibata Masami, era un profesor allí. Pues resulta que, Masami ya no trabaja en la escuela, pero su hermano Masayoshi ha asumido el cargo de médico de la escuela. Ya que ellos se parecen, Atsushi cree Masayoshi es en realidad Masami. No es hasta después de que él se enamora de Masayoshi que él descubre la verdad. Él tiene por crecer y ser un adulto igual a Masayoshi para que Masayoshi a corresponder su amor. 
Nació en Tokio, y es un chico simpático y cariñoso que le dice al mundo cómo se siente. Él sobresale en sus estudios y vive con sus padres y un perro de mascota.
- Masami Shibata (Shibata Masami)

Voz por: Keiichi Nanba
Shibata Masami es el hermano mayor de Masayoshi. Él es amable y cariñoso, siempre poniendo a otros, especialmente a su hermano pequeño, ante sí mismo. Cuando su madre y de su padre murieron Masayoshi trasladó con ellos a Japón, donde Masami se encargó de cuidar de su hermano y su padre, a menudo agotando a sí mismo. Conoció Hagiwara Toru en ese momento, que él desarrolló sentimientos hacia. 
Su padre y Masayoshi de es el japonés, mientras que su madre, que murió cuando los hermanos eran jóvenes, era noruego. Su padre vive en Noruega con su abuela, mientras que los hermanos viven juntos en Japón.
- Koji Inagaki (Inagaki Koji)

Voz por: Mitsuo Iwata
Amigo de la infancia de Arisawa. Hablo en dialecto de Kansai. De tenis de mesa de baloncesto, propietario de deportes de las neuronas motoras en circulación que de carro y la ligera cualquier cosa. Tengo una propuesta para Arisawa cuando en la escuela primaria. La escuela secundaria fue diferente, pero los sentimientos por Arisawa goza de buena salud. Me caso con Yuriko de graduarse de la escuela secundaria. Su hermana es Akiko.
- Masayoshi Shibata (Shibata Masayoshi)

Voz por: Kazuhiko Inoue
Hermano de Masami. Las enfermeras escolares predecesor de la escuela secundaria Jogaoka. Foto Titular escritor de libros. "Ma-chan" esa persona Arisawa perseguía inicialmente. Usted tiene relaciones sexuales con Hagiwara. Vuelta del coche en un demonio de la velocidad cuando captó Audi, el mango.
Shibata Masayoshi trabaja en Jogaoka High School como el médico de la escuela y el maestro sustituto ocasional. Fuera de Jogaoka, trabaja como el propietario de un bar gay, que su padre solía correr, aunque en realidad es en su hermano mayor, Masami, nombre. Él es fuerte y abrasivo en el exterior, pero en realidad es una persona muy insegura. Está confundido por el comportamiento de Arisawa Atsushi hacia él hasta que Atsushi accidentalmente deja caer una imagen de sí mismo y el hermano mayor de Masayoshi, y se da cuenta Atsushi le ha confundido con Masami. 
Su padre y Masami de es el japonés, mientras que su madre, que murió cuando los hermanos eran jóvenes, era noruego. Su padre vive en Noruega con su abuela, mientras que los hermanos viven juntos en Japón.
- Toru Hagiwara  (Toru Hagiwara)

Voz por: Hideyuki Hori
Hagiwara Toru es un maestro de matemáticas en Jogaoka High School. Él es una persona tímida y cariñosa, y a menudo se llama un oso de peluche. Es conocido que los hermanos Shibata desde el instituto y ha estado saliendo con el mayor, Shibata Masami, por el mismo tiempo. Cuando conoció a Masami por primera vez que lo confundió con una chica, pero incluso después de que se enteró de la verdad los sentimientos de Tooru no cambiaron. 
Nació en Tokio y tiene una hermana más joven, Izumi, y un hermano menor, Kyouhei. Él también tenía un perro, Umenosuke, que jugó un papel importante en la forma en que se reunió los Shibata.
- Hayase Junichi (Hayase Junichi)

Voz por: Yasunori Matsumoto
Hermano de Yuriko. Capitán de baloncesto de la escuela. Ha fallado cada vez que en un intento de solicitar en la parte canasta a Inagaki.
- Hayase Yuriko (Hayase Yuriko)

Voz por: Maaya Okamoto
Hermana de Junichi. Una amiga de Inagaki y Arisawa. Gerente de Baloncesto. Se casó con Inagaki, después de graduarse de la escuela secundaria, es madre de un niño.

## Media

### Manga
El manga ha sido publicado diversos países, incluyendo en España, Alemania, Estados Unidos, Taiwán e Italia. En España solo se publicó 4 volúmenes y en Italia 8 volúmenes, debido al cierre de las editoriales.